# Rhipidia monophora
Rhipidia monophora är en tvåvingeart som först beskrevs av Alexander 1952.  Rhipidia monophora ingår i släktet Rhipidia och familjen småharkrankar. Inga underarter finns listade i Catalogue of Life.